# Soaring index
Der soaring index (oder auch soaring-index, bisher noch keine gebräuchliche deutsche Übersetzung) wird von Segelfliegern, Drachenfliegern, Gleitschirmfliegern usw. genutzt, da er einen Anhaltspunkt für die Thermikgüte einer Wettersituation liefert.
Er kann auch für eine Abschätzung der Labilität im Zuge einer Gewittervorhersage genutzt werden.

## Definition
Er ist definiert als: {\displaystyle S=T_{850}-T_{500}+TP_{500}-Spread_{700}}
- S: soaring index
- T850: Temperatur in Grad Celsius auf der Höhe der Druckfläche 850 hPa
- T500: Temperatur in Grad Celsius auf der Höhe der Druckfläche 500 hPa
- TP500: Taupunkt in Grad Celsius auf der Höhe der Druckfläche 500 hPa
- Spread700: Taupunktsdifferenz in Grad Celsius auf der Höhe der Druckfläche 700 hPa

Die 850 hPa Fläche befindet sich in einer durchschnittlichen Höhe von etwa 1500 Metern über dem Meeresspiegel. Diese Höhe wird auch als „Flugfläche 50“ bezeichnet und ist ein wichtiger Bezugspunkt in der Wettervorhersage.
Der soaring index wird oft als dimensionslose Zahl bezeichnet, obwohl er auf Grund der Definition die Einheit Grad Celsius hat. Dies wird jedoch oft ignoriert oder vereinfachend weggelassen.

## Bereitstellung und Nutzung
Der soaring index wird von vielen Anbietern von Wetterkarten im Internet bereitgestellt und kann auch auf smartphones mit speziellen Apps genutzt werden.
Der Begriff soaring index erscheint in englischsprachiger Literatur erstmals um 1920 und dann mit einem starken Anstieg um 1940. In deutschsprachigen Büchern (bis 2022) ist er (noch) nicht zu finden (google ngram viewer).